# Voetbalkampioenschap van Harz 1930/31
In 1930/31 werd het negentiende voetbalkampioenschap van Harz gespeeld, dat georganiseerd werd door de Midden-Duitse voetbalbond. 
FC Germania 1900 Halberstadt werd kampioen en plaatste zich voor de Midden-Duitse eindronde. De club verloor meteen van SV Wacker Bernburg.

## Gauliga
| Plaats | Club                          | Wed. | W  | G | V  | Saldo  | Ptn.  |
| ------ | ----------------------------- | ---- | -- | - | -- | ------ | ----- |
| 1.     | FC Germania 1900 Halberstadt  | 18   | 17 | 1 | 0  | 103:23 | 35:1  |
| 2.     | SpVgg 1904 Thale              | 18   | 11 | 1 | 6  | 55:54  | 23:13 |
| 3.     | VfL Halberstadt               | 17   | 10 | 2 | 5  | 49:37  | 22:12 |
| 4.     | SV Germania 1916 Wernigerode  | 18   | 9  | 2 | 7  | 57:33  | 20:16 |
| 5.     | FC Askania 1900 Aschersleben  | 18   | 9  | 2 | 7  | 57:58  | 20:16 |
| 6.     | Quedlinburger SV 1904         | 18   | 9  | 2 | 7  | 33:40  | 20:16 |
| 7.     | VfL Mars Quedlinburg          | 18   | 5  | 3 | 10 | 35:40  | 13:23 |
| 8.     | SC Preußen 1909 Halberstadt   | 18   | 6  | 1 | 11 | 34:52  | 13:23 |
| 9.     | SpVgg 1908 Aschersleben       | 17   | 3  | 2 | 12 | 26:58  | 8:26  |
| 10.    | SV Teutonia 1913 Aschersleben | 18   | 2  | 0 | 16 | 18:72  | 4:32  |

|  | Kampioen, geplaatst voor Midden-Duitse eindronde |
|  | Degradatie                                       |